# بيكر هيوز
بيكر هيوز (بالإنجليزية Baker Hughes Company) شركة خدمات صناعية عالمية وواحدة من أكبر شركات خدمات حقول النفط في العالم. تقوم الشركة بتزويد قطاع صناعة النفط والغاز بمنتجات وخدمات لحفر الآبار والإنتاج واستشارات المكامن النفطية. كانت الشركة تعرف بالأصل باسم "Baker Hughes Incorporated" حتى عام 2017 عندما تم دمجها مع شركة "جنرال إلكتريك لصناعة النفط والغاز (GE Oil and Gas) واصبحت تعرف اختصارا بـ"BHGE" . في عام 2019 انفصلت الشركة عن شركة "جنرال إلكتريك" وكونت كيان مستقل عرف باسم "بيكر هيوز". وعلى الرغم من الانفصال، فأن شركة "جنرال إلكتريك" لا تزال تحتفظ بحصة نسبتها 38.4٪ في الشركة. 